# Janik Bastien-Charlebois
Janik Bastien-Charlebois es una profesora de sociología intersexual y defensora de los derechos de las personas intersexuales. Enseña en la Universidad de Quebec en Montreal, y sus áreas de estudio incluyen la democracia cultural, el testimonio, la epistemología, la homofobia y el feminismo.

## Biografía
Es profesora del Departamento de Sociología de la Universidad de Quebec en Montreal, donde trabaja en grupos de investigación sobre "culturas testimoniales", homofobia, y en el Instituto de Investigación sobre Estudios Feministas. Durante 2014 y 2015, fue profesora visitante en el Centro de Estudios Transdisciplinarios de Género (Zentrum für transdisziplinäre Geschlechterstudien) de la Universidad Humboldt de Berlín.
Su libro, La virilité en jeu (La virilidad en juego), examina la inevitabilidad de los comportamientos homofóbicos de los niños a través de entrevistas con adolescentes. Cuestiona los argumentos centrados en la naturaleza humana y la formación de la identidad masculina, sugiriendo en cambio que la heterosexualidad se construye socialmente.
En un trabajo reciente, critica el tratamiento médico de las voces intersexuales. Habla a nivel internacional  y ha sido entrevistado por la Montreal Gazette, Le Nouvelliste, Le Devoir y Être.

### Vida personal
En una entrevista con Montreal Gazette y con Être, describe la "normalización" médica de su cuerpo a los 17 años como un proceso de desposesión. Su activismo comenzó lentamente después de una reunión con Curtis Hinkle, el fundador de la Organización Internacional de Intersexuales, en Montreal en 2005. Ha participado en el segundo y tercer Foro Internacional Intersex.

## Publicaciones Seleccionadas

### Libro
- Bastien-Charlebois, Janik (2011). La virilité en jeu. Editions du Septentrion. ISBN 9782894486658.

### Artículos periodísticos
- Bastien Charlebois, Janik (December 2017). «Les sujets intersexes peuvent-ils (se) penser ?. Les empiétements de l'injustice épistémique sur le processus de subjectivation politique des personnes intersex(ué)es». Socio. La nouvelle revue des sciences sociales (9): 143-162. ISSN 2266-3134. doi:10.4000/socio.2945.
- Bastien-Charlebois, Janik (2014). «Femmes intersexes: Sujet politique extrême du féminisme (Intersex Women, Feminism's Extreme Political Subject)». Recherches féministes 27 (1): 237. ISSN 0838-4479. doi:10.7202/1025425ar. Consultado el 5 de septiembre de 2016.
- Bastien-Charlebois, Janik (2011). «Au-delà de la phobie de l'homo : quand le concept d'homophobie porte ombrage à la lutte contre l'hétérosexisme et l'hétéronormativité». Reflets: Revue d'intervention sociale et communautaire 17 (1): 112-149. ISSN 1203-4576. doi:10.7202/1005235ar. Consultado el 5 de septiembre de 2016.

### Editoriales
- Bastien-Charlebois, Janik (24 de octubre de 2016). «How medical discourse dehumanizes intersex people». Intersex Day. Consultado el 26 de octubre de 2016.
- Bastien-Charlebois, Janik (2 de septiembre de 2016). «De la lourdeur d'écrire un article universitaire sur les enjeux intersexes lorsqu'on est soi-même intersexe». Observatoire des transidentités. Archivado desde el original el 14 de agosto de 2017. Consultado el 5 de septiembre de 2016.
- Bastien-Charlebois, Janik (Octubre de 2015). «Sanctioned sex/ualities: The medical treatment of intersex bodies and voices». International Lesbian, Gay, Bisexual, Trans and Intersex Association.
- Bastien-Charlebois, Janik (9 de agosto de 2015). «My coming out: The lingering intersex taboo». Montreal Gazette.